# Битва при Джербі (1560)
Битва при Джербі (тур. Cerbe Deniz Muharebesi, ісп. Batalla de Los Gelves) — військове зіткнення між Османською імперією та об'єднаними флотом християнських держав (більшість якого складали іспанці), що відбулось біля острова Джерба поруч з туніським узбережжям 9-14 травня 1560 року. Підсумком бою стала повна перемога османського флоту на чолі з Піяле-пашою та Тургут-реїсом. Наслідки для європейського флоту були катастрофічними — біля 10 000 людей загинуло або було захоплено в полон, до половини кораблів були потоплені або захоплені османським флотом в якості трофеїв. Разом з переможною битвою при Превезі за 22 роки до того знаменувала собою пік могутності османського флоту в середині XVI століття.

## Передумови
Після нищівних перемог Османської імперії над європейськими морськими державами в першій половині XVI століття (перемога османського флоту на чолі з Хайраддіном Барбароссою в Битві при Превезі в 1538 році, катастрофа Алжирської експедиції імператора Карла V в 1541 році, втрата Триполі в 1551 році, напад на Балеарські острови Піяле-паші і рейди Тургут-рєїса на порти іспанського узбережжя в 1558 році), іспанський король Філіп II звернувся до папи Павла IV і його союзників в Європі з пропозицією організувати експедицію проти турків, з метою повернути місто Триполі, захоплене Тургут-реїсом у Госпітальєрів в 1551 році. На той момент правителем Триполі був сам Тургут, призначений султаном Сулейманом Пишним спочатку беєм (1551 рік), а згодом і пашею Триполі (1556 рік).

## Сили сторін
Історик Вільям Прескотт, автор фундаментальних праць з історії Іспанії XV — XVI століть, зазначав, що джерела, що описують кампанію на Джербі настільки суперечливі, що встановити істину неможливо. Як правило, більшість авторитетних джерел вважають, що флот, зібраний християнськими союзними державами в 1560 році, складався з 50-60 галер і 40-60 інших, менших суден. Наприклад, офіційний історик ордена госпітальєрів Джакомо Бозіо (італ. Giacomo Bosio) відзначає, що було зібрано 54 галери, а Фернан Бродель вказує, що крім 54 галер, було ще близько 36 допоміжних і малих суден. Деякі джерела вказують, що християнський флот налічував близько 200 суден. Однак, найавторитетнішими прийнято вважати цифри Кармела Тести (фр. Carmel Testa) — 54 галери, 7 бригів, 17 фрегатів, 2 галеона, 28 торгових кораблів і 12 малих допоміжних суден, тобто разом 120 кораблів. Сполучений флот Іспанського королівства, Генуезької республіки, Великого герцогства Тосканського, Папської держави і лицарів Мальтійського ордена був зібраний в Мессіні під командуванням Джованні Андреа Доріа. Після чого флот вирушив на Мальту, де через погану погоду 2 місяці простояв без руху. За цього час внаслідок хвороби було втрачено близько 2 тисяч осіб.
10 лютого 1560 року флот нарешті відплив до Триполі. Точно кількість солдатів невідома: Бродель вважає, що на борту було 10 000 — 12 000 чоловік, Тесту наводить дані про 14 000 солдатів. У будь-якому випадку, в складі флоту перебувало не більше 20 000 солдатів (з огляду на можливості для перевезення такої кількості людей). Війська висадилися недалеко від Триполі, але через брак води, хвороби і погодні умови командування відмовилося від початкового плану і 7 березня армія повернулася на острів Джерба біля узбережжя Іфрикії (сучасний Туніс) і захопила його. Віце-король Сицилії Хуан де ла Серда, 4-й герцог Медінаселі, наказав почати на острові будівництво форту. В цей час флот Османської імперії в складі 86 галер і галіотів під командуванням адмірала Піяле-паші вже відплив зі Стамбула. На превеликий подив сил християнського альянсу, турецький флот з'явився біля Джерби вже 11 травня 1560 року.

## Хід битви

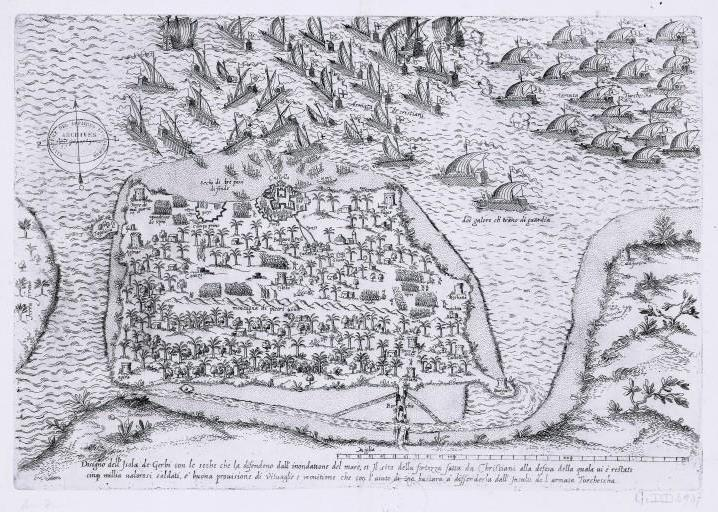
Битва при Джербі

Битва тривала всього кілька годин, причому близько половини галер християнського союзу були захоплені або потоплені. Кількість жертв, знову ж неоднозначна: від 9 000 до 18 000 людей. При цьому близько 2/3 від цього числа — веслярі. Солдати, що залишилися в живих, сховалися за стінами щойно збудованого форту, який незабаром був атакований об'єднаними силами Піяле-паші і Тургут-рєїса, який приєднався до Піяле-паші 13 травня. Відомо, що Джованні Андреа Доріа на невеликому судні встиг втекти і командування прийняв на себе іспанська командир Альваро де Санде. Після тримісячної облоги гарнізон форту здався.
Згідно з даними Джакомо Бозіо, Піяле-паша переправив в Стамбул близько 5000 полонених, в числі яких був і де Санде. При цьому немає однозначної версії щодо обставин того, як де Санде потрапив в полон. Так, австрійський дипломат і посол в Константинополі Ожьє Гіслен де Бусбек в своїх знаменитих «Турецьких листах» пише, що де Санде, розуміючи неминучість поразки, був узятий в полон під час спроби покинути острів. Згідно з іншими джерелами, зокрема з даними, наведеними Фернаном Броделем, Альваро де Санде, бачив, що гарнізон ось-ось впаде і 29 липня 1560 року очолив відчайдушну вилазку, в результаті якої і був взятий в полон. У будь-якому випадку, завдяки старанням Ожьє де Бусбек, де Санде був викуплений і звільнений, і через кілька років знову бився з турками під час Великої облоги Мальти в 1565 році.
Тургут-реїс на честь цієї битви доручив звести вежу, складену, згідно з переказами, із шести тисяч черепів і кістяків, яку назвали «Бурж-ер-Рус» (Башта з черепів). Вона простояла до середини XIX століття і була зруйнована лише в 1848 році за наказом туніського бея Ахмада I в рамках врегулювання відносин з європейськими країнами, а людські рештки були перепоховані на католицькому кладовищі в місті Гумт-Сук. На місці вежі в 1906 році споруджено обеліск, що нагадує про її існування.

## Полон Сципіона Чикала

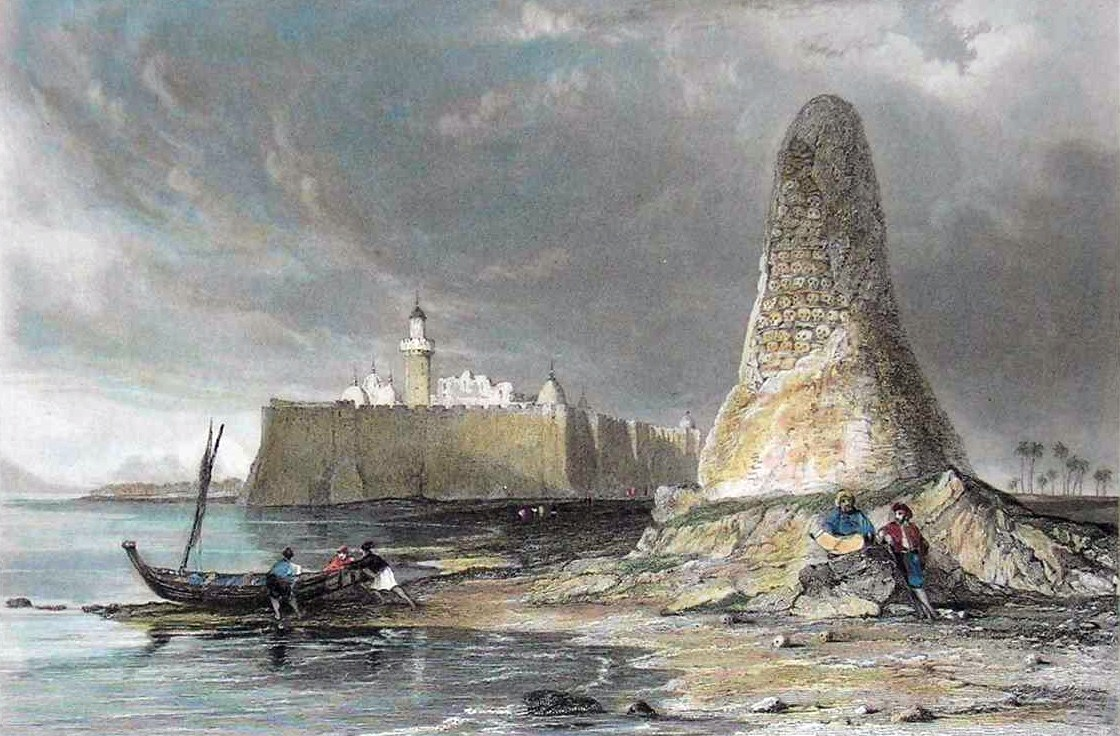
Башта з черепів загиблих під час битви європейців на о.Джерба. Гравюра 1841 р.

В битві при Джербі в османський полон потрапив знатний генуезець віконт Чикала та його син Сципіон Чикала. Їх обох було вивезено спочатку до Триполі в Північній Африці, а потім до Константинополя. Батько згодом був викуплений з полону і, проживши деякий час у Бейоглу (Пера), повернувся до Мессіни, де і помер у 1564 році. Його сина Сципіона не звільнили, а натомість після прийняття ісламу віддали до османського закладу по підготовці юнаків до імператорської служби. Він пройшов навчання в Імператорському палаці, піднявшись до рангу силахтара. Зрештою він одружився, спочатку 1573 року з однією, а потім в 1576 з ще однією правнучкою Сулеймана І. Під іменем Чикалазаде Юсуф Сінан-паша він став відданим захисником Порти і за правління султана Мехмеда III обіймав найвищі посади в Османській імперії — був великим візиром дивана і капудан-пашею османського флоту.

## Підсумки
Битва при Джербі знаменувала собою вершину морського панування османів у Середземному морі, яке розпочалося 22 роками раніше з перемоги в Битві при Превезі. Критичним наслідком битви для іспанців було те, що вони втратили близько 600 кваліфікованих морських фахівців і офіцерів і 2400 морських піхотинців-аркебузирів, яких, на відміну від кораблів, не можна було швидко замінити.
Після цієї перемоги і зміцнення османів на острові, напад на нову базу госпітальєрів на Мальті (попередня перебувала на острові Родос і була захоплена османами в 1522 році) став лише питанням часу і більш ніж очевидним наступним кроком. Перший напад відбувся вже у 1560 році і закінчився взяттям Тургут-реїсом в полон усього християнського населення острова Гоцо біля Мальти, але напад на саму Мальту було відбито. Більш ґрунтовна Велика облога Мальти відбулась у 1565 році, але османська армія програла цю вирішальну битву, під час якої сам Тургут-реїс загинув. Після знищення великого османського флоту в битві при Лепанто в 1571 р., репутація османів як непереможної морської потуги була остаточно зруйнована. Тим не менш, Османам вдалося відновити свій флот навдивовижу швидко, менш ніж за рік. Вже в рік поразки при Лепанто османський флот захопив у венеційців Кіпр, а в 1574 р. вони захопили Туніс у іспанців та їхніх васалів Хафсідів.